# Paerisades III
Paerisades III, död 150 f. Kr., var regerande kung av Bosporanska riket mellan 180 och 150 f. Kr.